# Chaetodon lunulatus
Chaetodon lunulatus is een straalvinnige vissensoort uit de familie van de koraalvlinders (Chaetodontidae). De wetenschappelijke naam van de soort is voor het eerst geldig gepubliceerd in 1825 door Jean René Constant Quoy en Paul Gaimard.  De soort werd ontdekt in de Sandwicheilanden (=Hawaï) op de expeditie van de Franse korvetten l'Uranie en la Physicienne van 1817-1820.
De vis wordt gekenmerkt door de fijne langsstrepen op het lichaam en de zwarte streep die vertikaal over de kop en de ogen loopt. Aan de basis van de staartvin en onder de achterzijde van de rugzin vormt zich ook een zwarte vlek.